# Ермаковка (Омская область)
Ермаковка — село в Тарском районе Омской области России. Административный центр Ермаковского сельского поселения.

## История
Основано в 1892 г. В 1928 г. состояло из 80 хозяйств, основное население — русские. Центр Ермаковского сельсовета Екатерининского района Тарского округа Сибирского края.

## Население
| 1926 | 2002 | 2010 |
| ---- | ---- | ---- |
| 366  | ↗420 | ↘400 |